# Булякай (Фёдоровский район)
Булякай (баш. Бүләкәй) — деревня в Федоровском районе Республики Башкортостан Российской Федерации. Входит в состав Булякаевского сельсовета. 

## География

### Географическое положение
Расстояние до:
- районного центра (Фёдоровка): 12 км,
- центра сельсовета (Верхний Алыштан): 3 км,
- ближайшей ж/д станции (Мелеуз): 76 км.

## Население
| 2002 | 2009 | 2010 |
| ---- | ---- | ---- |
| 76   | →76  | ↘62  |

Национальный состав
Согласно переписи 2002 года, преобладающие национальности — мордва (мокша) (34 %), русские (32 %).